# Sân bay quốc tế Cần Thơ

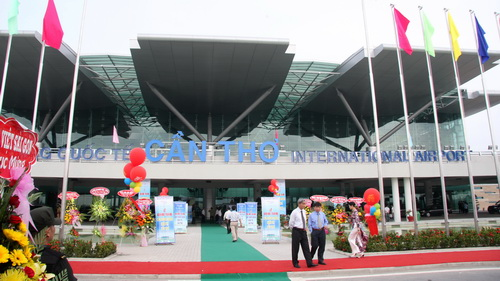

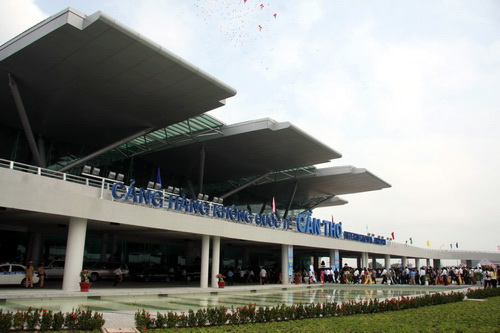

Cảng hàng không quốc tế Cần Thơ hay Sân bay quốc tế Cần Thơ, là một sân bay quốc tế tại Việt Nam, nằm tại phường Thới An Đông, thành phố Cần Thơ, được xây dựng nhằm phục vụ khu vực Đồng bằng sông Cửu Long.
Sân bay Cần Thơ nằm dọc theo sông Hậu, đầu phía đông của sân bay bay này cách sông Hậu 700m, phía bắc cách rạch Trà Nóc 500m, phía Tây giáp với rạch Bà Lý. Sân bay kết nối với trung tâm thành phố Cần Thơ bằng đường Võ Văn Kiệt, Lê Hồng Phong (quốc lộ 91).

## Lịch sử
Sân bay Cần Thơ được xây dựng vào những năm 1960 có đường hạ cất cánh 1800m x 30m. Sau đó được chính quyền Việt Nam Cộng hòa hoàn thành tháng 2 năm 1961 với sự trợ giúp của chính phủ Mỹ, ban đầu có tên là Căn cứ không quân Bình Thủy. Đây là sân bay quân sự của Không quân Việt Nam Cộng hòa, sau đó Không lực Hoa Kỳ cũng sử dụng sân bay này cho các máy bay phản lực và vận tải hạng nặng. Do vị trí sân bay gần cầu Trà Nóc và đình Trà Nóc, người dân ở đây còn gọi đây là sân bay Trà Nóc hoặc căn cứ Trà Nóc.
Sau năm 1975, sân bay vẫn do quân đội quản lý. Giai đoạn 1977-1978, từng có các chuyến bay nối Tân Sơn Nhất với Cần Thơ, nhưng do hiệu quả thấp sân bay đã tạm ngưng sử dụng từ giữa năm 1978. Trong những năm sau đó, nơi đây từng được dùng như một căn cứ xuất phát các phi cơ F-5 và A-37 của Không quân Nhân dân Việt Nam tấn công vào lực lượng Khmer Đỏ trong Chiến tranh biên giới Tây Nam. Sau khi các máy bay chiến lợi phẩm này về hưu thì chỉ còn là căn cứ trực thăng quân sự.
Mãi đến năm 2001, một đề án khôi phục và đưa sân bay Trà Nóc vào phục vụ nhu cầu dân sự với tên mới là Sân bay Cần Thơ. Việc phục hồi được tiến hành vào năm 2005. Ngày 3 tháng 1 năm 2009, sau gần 4 năm sửa chữa, nhà ga nội địa chính thức đi vào hoạt động. Ngày 1 tháng 1 năm 2011, sân bay Cần Thơ mới trở thành sân bay quốc tế.
Việc đặt tên "sân bay Cần Thơ" cũng gây ra sự nhầm lẫn nhỏ. Sân bay Cần Thơ cũ, còn gọi là "Phi trường 31", là một sân bay quân sự nhỏ nằm gần khu vực trung tâm thành phố Cần Thơ. Hiện nay, sân bay này đã bị bỏ hoang.

## Năng lực
Theo Quyết định số 2717/QĐ- Bộ Giao thông Vận tải ngày ngày 12 tháng 12 năm 2006, Cảng hàng không quốc tế Cần Thơ sẽ là sân bay cấp 4E (theo mã chuẩn của Tổ chức Hàng không dân dụng quốc tế - ICAO) và sân bay quân sự cấp II, có hoạt động bay quốc tế. Bộ trưởng Bộ Giao thông Vận tải đã có quyết định công bố Cảng hàng không Cần Thơ là cảng hàng không quốc tế trong mạng cảng hàng không dân dụng toàn quốc ngay khi Giai đoạn 2 hoàn thành ngày 18/12/2010.
Cảng hàng không quốc tế Cần Thơ được xây dựng theo tiêu chuẩn sân bay cấp 4E của ICAO. Nhà ga hành khách có diện tích sàn 20.750m2 gồm 2 cao trình, đạt tiêu chuẩn phục phụ hành khách hạng C.
Vị trí bãi đậu xe ô tô nằm ngay phía trước nhà ga. Các công trình phụ trợ (trạm xử lý nước, trạm điện, nhà xe ngoại trường...) bố trí tại các khu vực phù hợp xung quanh nhà ga.
Mặt bằng nhà ga được bố trí thành 02 khu vực ở hai phía nhà ga cho khách Quốc tế và Quốc nội, khoảng giữa là không gian trồng cây xanh thông tầng. Phía trước là không gian sảnh dành cho khách đưa tiễn. Mặt tiền nhà ga có hệ giàn kính dạng Spider đẹp và hiện đại. Phía trước nhà ga bố trí hồ nước cảnh, có thể sử dụng nguồn nước này cho công tác chữa cháy khi cần thiết.
Kiến trúc nhà ga hành khách xuất phát từ ý tưởng chiếc xuồng ba lá của vùng đồng bằng sông Cửu Long và có thể mở rộng cho các giai đoạn khai thác kế tiếp khi nhà ga vượt công suất dự báo.
Nhà ga có 24 quầy thủ tục hàng không, trong đó: Từ quầy 1 đến quầy 12 thuộc khu vực thủ tục hành khách đi quốc tế, từ quầy 13 đến quầy 24 thuộc khu vực thủ tục hành khách đi quốc nội. Tại mỗi quầy đề có bố trí đủ thiết bị làm thủ tục hàng không. Năng lực tiếp đón từ 3 - 5 triệu khách/năm cùng lượng hàng hóa thông qua cảng khoảng 5.000 tấn/năm.
Năm 2009, sân bay vận chuyển 150.000 lượt hành khách, gần 2.000 tấn hàng hóa
Năm 2010, sản lượng khách qua Cảng hàng không đạt mức tăng trưởng 39%, với 211.000 lượt khách.
Ngày 01/01/2011, Thủ tướng Chính phủ Việt Nam cùng các vị lãnh đạo, nguyên lãnh đạo bộ ngành trung ương và thành phố cắt băng khánh thành Cảng hàng không quốc tế Cần Thơ giai đoạn II. Cảng hàng không quốc tế Cần Thơ chính thức đi vào hoạt động đồng bộ và hiện đại. Đảm bảo đáp ứng đầy đủ tiêu chuẩn hạ tầng kỹ thuật của Quốc tế, mở ra một trang sử mới cho giao thương ở khu vực Đồng bằng sông Cửu Long ra khu vực và thế giới.

## Nâng cấp Cảng hàng không quốc tế Cần Thơ
Khởi công ngày 4/1/2006, kết thúc vào ngày 18/12/2010. Tổng thầu: Công ty Xây dựng Công trình Hàng không (Bộ Quốc phòng). Theo Báo cáo nghiên cứu khả thi được phê duyệt, Dự án "nâng cấp, mở rộng Cảng hàng không quốc tế Cần Thơ" sẽ được thực hiện với 2 giai đoạn, xây dựng trên tổng diện tích 85,04ha.
- Giai đoạn 1: Xây dựng nhà ga tạm có diện tích 2400 m² có khả năng đáp ứng 400000 lượt khách mỗi năm (400 khách giờ cao điểm). Cải tạo nâng cấp đường hạ cất cánh (tổng chiều dài 2400m, rộng 45m), đường lăn, sân đỗ máy bay, lắp đặt hệ thống đèn đêm; lề đường băng, dải hãm phanh, đường lăn có kích thước 23m x 217m; sân đỗ máy bay có diện tích 27.491 m2. Tổng vốn đầu tư 370 tỷ đồng, thời gian thực hiện: 28 tháng. Ngày 03.01.2009, dự án hoàn thành. Có khả năng tiếp nhận các loại máy bay A321, A320, ATR-72 và một số tàu bay thân hẹp khác. Chính thức đưa vào hoạt động giai đoạn 1 vào đầu năm 2009. Đã hoàn thành vào ngày 31/12/2008
- Giai đoạn 2: Nới rộng đường hạ-cất cánh lên 3000m. Xây dựng các hạng mục: ga hành khách trong nước và quốc tế có diện tích 20.600 m², hệ thống đèn đêm, hệ thống hạ cánh chính xác ILS, sân đậu máy bay với 6 vị trí, ga hàng hóa và các hạng mục kỹ thuật phụ trợ khác, dự kiến vốn đầu tư trên dưới 1000 tỷ đồng. Sau khi hoàn thành có khả năng tiếp nhận các máy bay cỡ lớn và đón nhận 2 đến 3 triệu lượt khách mỗi năm. Giai đoạn 2 hoàn thành vào quý 4.2010. Sau đó, Sân bay Cần Thơ thành sân bay quốc tế. Giai đoạn 2 đã hoàn thành vào ngày 18/12/2010
- Nhà ga Quốc tế Sân bay Cần Thơ đã chính thức đi vào hoạt động vào ngày 18/12/2010.
- Sân bay Cần Thơ đã có các chuyến bay với Đài Bắc vào trước và sau Tết nguyên đán năm 2010 và với Đài Bắc và Cao Hùng vào dịp trước và sau Tết nguyên đán các năm 2011, 2012,... đến nay.
- Từ 21/07/2015 Vietravel sẽ phối hợp với Thai VietJet Air mở đường bay đi Thái Lan với tần suất 5 ngày một chuyến

## Các điểm đến và các hãng hàng không hoạt động
| Hãng hàng không  | Các điểm đến                                                                         |
| ---------------- | ------------------------------------------------------------------------------------ |
| Vietnam Airlines | Hà Nội, Đà Nẵng                                                                      |
| VietJet Air      | Đà Lạt, Đà Nẵng, Đài Bắc–Đào Viên, Hà Nội, Hải Phòng, Seoul–Incheon, Thanh Hóa, Vinh |
| VASCO            | Côn Đảo                                                                              |

## Thống kê
| Năm  | Số hành khách thông qua |
| ---- | ----------------------- |
| 2009 | 150.000                 |
| 2010 | 211.000                 |
| 2011 | 208.000                 |
| 2012 | 200.000                 |
| 2013 | 241.500                 |
| 2014 | 305.568                 |
| 2015 | 481.447                 |
| 2016 | 547.029                 |
| 2017 | 696.000                 |
| 2018 | 835.100                 |
| 2019 | 1.325.215               |
| 2020 | 2.245.670               |
| 2021 | 513.000                 |
| 2023 | 1.414.000               |